# Thuyền rồng tại Đại hội Thể thao châu Á 2010 – 250m Nam
Nội dung thi đấu thuyền rồng 250m nam tại Đại hội Thể thao châu Á 2010 ở Quảng Châu được tổ chức vào ngày 20 tháng 11 năm 2010 tại Hồ Thuyền rồng Tăng Thành.

## Lịch thi đấu
Tất cả các giờ đều là Giờ chuẩn Trung Quốc (UTC+08:00)
| Ngày                          | Thời gian | Nội dung   |
| ----------------------------- | --------- | ---------- |
| Thứ Bảy, 20 tháng 11 năm 2010 | 09:00     | Heats      |
| Thứ Bảy, 20 tháng 11 năm 2010 | 09:40     | Repechages |
| Thứ Bảy, 20 tháng 11 năm 2010 | 10:20     | Chung kết  |

## Đội hình thi đấu
| Trung Quốc | Đài Bắc Trung Hoa | Hồng Kông | Indonesia |
| --- | --- | --- | --- |
| - Guan Xiangting - Hu Jiaoxin - Huang Chentao - Ji Pinghe - Liang Xianqi - Liu Peisong - Liu Yaosen - Luo Juncheng - Ou Shuangan - Pan Huijun - Pan Zhanquan - Su Bopin - Su Boyuan - Tan Shichao - Tan Shipeng - Wei Le - Wu Guochong - Wu Jiexiong - Wu Jinxiong - Zeng Runfa - Zhou Dezi - Zhou Qizhi - Zhou Xingqiang | - Chang Cheng-yu - Chen Chou Tsung-ju - Chen Kuo-ming - Chen Liang-wei - Chen Yen-ting - Cheng Chung-kai - Chia Chun-han - Chiu Chih-hsien - Chiu Ping-jui - Chiu Tai-yuan - Chou Chih-wei - Chou Pi-chieh - Huang Wei-guo - Ku Kai-wun - Lin Cheng - Lin Min-hao - Lin Sheng-ru - Lin Ya-she - Lo Hsuan-te - Lu Fang-hsien - Pan Yi-hsiung - Sung Cheng-lin - Wu Chun-chieh - Wu Shao-wei                                  | - Jacky Chan - Chan Wai Ping - Cheung Kwok Pan - Chu Wai Ho - Chung Wai Kit - Fan Koon Shing - Fan Tsz Ho - Fung Wan Him - Chris Ho - Lau Chin Ho - Lau Kin - Alfred Leung - Leung Sau Ching - Leung Tsan - Li Ka Moon - Li Yun Kuen - Lui Kam Chi - Mok Hoi Pang - So Man Kat - Tang Kai Yin - Sam Tsang - Wong Wai Keung - Wong Yiu Cheong - Wu Yiu Chun | - Ajurahman - Alkarmani - Arifriyadi - Asnawir - Abdul Azis - Asep Hidayat - Iwan Husin - Jaslin - Marjuki - John Feter Matulessy - Spens Stuber Mehue - Erwin David Monim - Muchlis - Eka Octarianus - Pendrota Putra Kusuma - Ikhwan Randi - Didin Rusdiana - Silo - Japerry Siregar - Andri Sugiarto - Ahmad Supriadi - Dedi Kurniawan Suyatno - Syarifuddin - Anwar Tarra |
| Iran | Nhật Bản | Ma Cao | Myanmar |
| - Meisam Abbasi - Ali Aalipour - Reza Bahraei - Jafar Boroumand - Mohammad Reza Dadashi - Hadi Daryaeinejad - Salman Fathinia - Sajjad Gharibi - Mohsen Ghofrani - Vahid Hajizadeh - Milad Hassanzadi - Salar Kaboutari - Mehdi Khabbaz - Abolghasem Mazloumi - Mehdi Mehri - Arshid Nasseri - Majid Rasouli - Mohammad Reza Rezaei - Pejman Sadraei - Pouyan Sadraei - Rouhollah Salehian - Sajjad Soleimani - Omid Soleimani - Mohammad Zebarpour | - Kazuhisa Aguro - Hiroki Azuma - Masaki Chihara - Ryosuke Doi - Kazuhiro Fujii - Tatsuya Fujimoto - Akira Fujiwara - Shota Higashi - Yuto Hirayama - Hideyuki Ikeda - Hiroyuki Innami - Takeshi Inque - Daisuke Kinoshita - Ryuji Kishimoto - Tetsuya Kishimoto - Hiromitsu Kono - Takamasa Matsuno - Kunihiko Nakano - Masayuki Shoji - Moriaki Sumita - Yuya Suzuki - Yuki Urakawa - Hiroshi Yamamoto - Satoshi Yamamoto | - Chan In Fei - Chang Wa Ieng - Cheang Man Hou - Cheang Weng Mou - Chong Chon Wa - Chou Chi Man - Kam Chi Weng - Kou Pei Tak - Kwan Chi Wai - Lam Io Sang - Lei Kin Chong - Leong Kin Pong - Leong Wai Kit - Ng Chi Kin - Ng Kam Hong - Sin Iao Kan - Tang Hou Cheong - U Chon Meng - Wong Chan Hong - Wong Chong Seng - Wong Hon Chio - Wong Wai Ip - Wu Ka Io - Wu Ngou Teng | - Kyaw Thu Aung - Than Aung - Win Htut Aung - Aung Zaw Aye - Win Htike - Kyaw Myo Khaing - Aung Ko - Naing Lin - Tun Tun Lin - Aung Ko Min - Zaw Min - Khin Maung Myint - Zaw Naing - Yan Paing - Saw Khay Sha - Aung Lwin Soe - Kyaw Soe - Ye Aung Soe - Kyaw Lin Tun - Shwe Hla Win - Thaung Win - Min Min Zaw - Myo Zaw - Naing Naing Zaw                                  |
| Singapore | Hàn Quốc | Thái Lan | |
| - Ang Chin Leng - Glenn Chan - Chia Yi Liang - Chua Kwee Hong - Jonathan Gan - Gan Choon Kiat - Kieu Chin Wah - Alvan Lim - Liu Hou Cheng - Luo Weining - Mokmin Faizal - Ng Choon Chek - Ashley Ong - Terence Ong - Andrew Sim - Siu Jun Yang - Tan Chun Leng - Derick Tan - Jerry Tan - Raymond Tan - Jeffrey Tan - Jeffrey Tan - Wong Kah Shawn - Yeo Chin Hwei                                                                                  | - Byeon Hong-kyun - Gu Ja-uk - Hyun Jae-chan - Jeong Seung-gyun - Kim Chang-soo - Kim Hyun-soo - Kim Seon-ho - Kim Yong-hyun - Kim Yu-ho - Lee Byung-tak - Lee Hyun-woo - Lee Seong-won - Lee Suk-hwan - Oh Byung-hoon - Oh Joong-dae - Park Ho-gi - Park Jeong-hoon - Park Jeong-keun - Park Min-ho - Shim Dae-seop - Shin Heon-sub - Shin Yun-gyu - Song Myeong-chan - Yang Byung-doo                                     | - Surachai Anun - Winai Arino - Suriya Butnongwa - Paiboon Chanpram - Suthumarat Chengcharoen - Chaiyakarn Choochuen - Manit Haisok - Santas Mingwongyang - Thunyaboon Nasok - Thotsaporn Pholseth - Samart Pimharn - Amnat Pinthong - Anuchit Promdonkloy - Montean Pudchakieo - Yutthapong Ruangjan - Vinya Seechomchuen - Somsong Suebsingkan - Gunyakorn Tawa - Jakkapong Thomjoho - Chayun Tuejaima - Bamrung Udompan - Ekkapong Wongunjai - Wuttikrai Wongupparee - Piyapong Wootti | |

## Kết quả

### Heats
- Vòng loại: 1 + Thời gian tốt nhất → Chung kết (CK), Nghỉ → Repechage (R)

#### Heat 1
| Thứ hạng | Đội               | Thời gian | Ghi chú |
| -------- | ----------------- | --------- | ------- |
| 1        | Trung Quốc        | 50.996    | CK      |
| 2        | Đài Bắc Trung Hoa | 51.950    | R       |
| 3        | Nhật Bản          | 53.258    | R       |
| 4        | Iran              | 53.282    | R       |
| 5        | Ma Cao            | 54.212    | R       |
| 6        | Hàn Quốc          | 54.524    | R       |

#### Heat 2
| Thứ hạng | Đội       | Thời gian | Ghi chú |
| -------- | --------- | --------- | ------- |
| 1        | Indonesia | 49.425    | CK      |
| 2        | Myanmar   | 50.049    | CK      |
| 3        | Thái Lan  | 51.537    | R       |
| 4        | Singapore | 54.226    | R       |
| 5        | Hồng Kông | 56.451    | R       |

### Repechages
- Vòng loại: 1 + Thời gian tốt nhất → Chung kết (CK), Nghỉ → Chung kết nhỏ (MF)

#### Repechage 1
| Thứ hạng | Đội      | Thời gian | Ghi chú |
| -------- | -------- | --------- | ------- |
| 1        | Thái Lan | 52.205    | CK      |
| 2        | Nhật Bản | 53.723    | CK      |
| 3        | Hàn Quốc | 54.287    | MF      |
| 4        | Ma Cao   | 55.481    | MF      |

#### Repechage 2
| Thứ hạng | Đội               | Thời gian | Ghi chú |
| -------- | ----------------- | --------- | ------- |
| 1        | Đài Bắc Trung Hoa | 53.784    | CK      |
| 2        | Iran              | 54.060    | MF      |
| 3        | Singapore         | 55.398    | MF      |
| 4        | Hồng Kông         | 58.230    | MF      |

### Chung kết

#### Trận chung kết nhỏ
| Thứ hạng | Đội       | Thời gian |
| -------- | --------- | --------- |
| 1        | Hàn Quốc  | 54.083    |
| 2        | Iran      | 54.779    |
| 3        | Singapore | 55.331    |
| 4        | Ma Cao    | 55.547    |
| 5        | Hồng Kông | 57.503    |

#### Trận tranh huy chương
| Thứ hạng | Đội               | Thời gian |
| -------- | ----------------- | --------- |
| 1        | Indonesia         | 48.681    |
| 2        | Myanmar           | 49.401    |
| 3        | Trung Quốc        | 49.467    |
| 4        | Thái Lan          | 50.379    |
| 5        | Đài Bắc Trung Hoa | 51.927    |
| 6        | Nhật Bản          | 52.947    |